# النور ال. ماکل

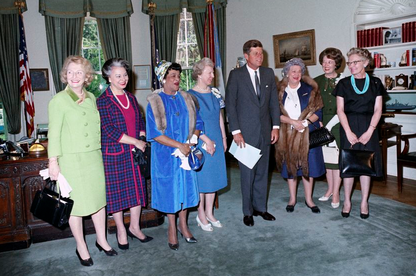
رئیس‌جمهور جان اف. کندی در دیدار با برندگان جایزهٔ زن فدرال در سال ۱۹۶۳. از چپ به راست: کیتی لوچهایم، بسی مارگولین، النور ال. ماکل، ورنا سی. موهاگن، رئیس‌جمهور کندی، بلانچ دبلیو. نویز، النور سی. پرسلی، کاترین ماتر. عکس گرفته‌شده توسط سسیل دبلیو. استاتون.

النور ال. ماکل (انگلیسی: Eleanor L. Makel؛ ۷ مارس ۱۹۱۴ – ۱ مارس ۱۹۹۲) پزشک، مدیر بیمارستان و از مقامات دولت فدرال ایالات متحده بود. ماکل در طول روی کار بودن دولت جان اف. کندی یکی از عالی‌رتبه‌ترین زنان سیاه‌پوست در دولت فدرال ایالات متحده بود.

## اوایل زندگی
النور لوئیس ماکل زادهٔ فیلادلفیا، پنسیلوانیا و دختر الکساندر ای. ماکل و فلورانس (فلورا) لوئیس ماکل بود. پدر و مادر او یک فروشگاه لباس داشتند. مادرش در کلیسای اسقفی متدیست آفریقا و در انجمن تجارت مترقی فعال بود. النور ماکل در سال ۱۹۳۸ از دانشگاه هاوارد، و سپس در سال ۱۹۴۳ از کالج پزشکی مهاری فارغ‌التحصیل شد.

## شغل و حرفه
ماکل نخستین پزشک زنی بود که در بیمارستان فریدمن در واشینگتن به رزیدنتی پزشکی داخلی پذیرفته شد. او همچنین در اوایل فعالیت حرفه‌ای خود در بخش بهداشت منطقهٔ کلمبیا و در برنامهٔ بهداشت دانشجویی در دانشگاه هاوارد به کار مشغول شد. او از سال ۱۹۵۳ به‌عنوان افسر پزشکی در وزارت بهداشت، آموزش و رفاه ایالات متحده، مستقر در بیمارستان سنت الیزابت به کار مشغول بود. ماکل نخستین فرد سیاه‌پوستی بود که به‌عنوان پرسنل حرفه‌ای در این بیمارستان شاغل بود.
در سال ۱۹۶۳ ماکل یکی از شش دریافت‌کنندهٔ جایزه زن فدرال بود که به کارمندان حرفه‌ای فدرال اهدا می‌شد که سهم قابل توجهی در برنامه‌های دولت داشتند. ماکل یکی از عالی‌رتبه‌ترین زنان آفریقایی-آمریکایی در دولت فدرال در دوران دولت جان اف. کندی بود. در سال ۱۹۷۱ او به مدیریت شعبهٔ پزشکی و جراحی بیمارستان سنت الیزابت درآمد. در سال ۱۹۸۰، او در میان مدیرانی بود که در پروندهٔ دای در برابر هریس، متهم به ارتقاء تبعیض‌آمیز سمت کارکنان این بیمارستان بودند. او در سال ۱۹۸۳ در یک مصاحبهٔ تاریخ شفاهی برای پروژهٔ تاریخ شفاهی زنان در دولت فدرال در دانشگاه هاروارد به دوران شغلی خود در حرفهٔ پزشکی و دولت ایالات متحده پرداخت.
ماکل همچنین در دانشکده پزشکی دانشگاه جرج واشینگتن به تدریس مشغول بود.

## زندگی شخصی
النور ال. ماکل با جرالد ئی. رابرتز، که یک کتابدار حقوق بود، ازدواج کرد. او در سال ۱۹۹۲ در سن ۷۷ سالگی در واشینگتن، دی.سی. درگذشت.